# Stadion Dimityra Burkowa w Tyrgowiszte
Stadion Dimityra Burkowa – wielofunkcyjny stadion w Tyrgowiszte, w Bułgarii. Obiekt może pomieścić 12 000 widzów. Swoje spotkania rozgrywają na nim piłkarze klubu Swetkawica Tyrgowiszte.